# Torneio de Montreux de 1989
O Torneio de Montreux de 1989 foi a 52.ª edição do Torneio de Montreux.

## Resultados
|   | Equipa         | Pts | J | V | E | D | GM | GS | DG  |
| - | -------------- | --- | - | - | - | - | -- | -- | --- |
| 1 | Argentina      | 14  | 8 | 7 | 0 | 1 | 51 | 16 | 35  |
| 2 | Novara         | 14  | 8 | 7 | 0 | 1 | 47 | 22 | 25  |
| 3 | Portugal       | 12  | 8 | 6 | 0 | 2 | 44 | 15 | 29  |
| 4 | Espanha        | 12  | 8 | 6 | 0 | 2 | 52 | 19 | 33  |
| 5 | Angola         | 6   | 8 | 2 | 2 | 4 | 18 | 28 | -10 |
| 6 | Montreux HC    | 6   | 8 | 3 | 0 | 5 | 19 | 46 | -27 |
| 7 | Estados Unidos | 5   | 8 | 2 | 1 | 5 | 24 | 43 | -19 |
| 8 | Alemanha       | 3   | 8 | 1 | 1 | 6 | 12 | 37 | -25 |
| 9 | Moçambique     | 0   | 8 | 0 | 0 | 8 | 11 | 52 | -41 |

|                | Suíça | Argentina | Espanha | Portugal | Alemanha | Itália | Angola | Moçambique | Estados Unidos |
| -------------- | ----- | --------- | ------- | -------- | -------- | ------ | ------ | ---------- | -------------- |
| Montreux HC    |       |           |         |          |          |        |        |            |                |
| Argentina      | 12-3  |           |         |          |          |        |        |            |                |
| Espanha        | 13-3  | 5-2       |         |          |          |        |        |            |                |
| Portugal       | 7-1   | 1-2       | 3-1     |          |          |        |        |            |                |
| Alemanha       | 1-4   | 0-6       | 0-4     | 1-10     |          |        |        |            |                |
| Novara         | 7-2   | 3-9       | 6-0     | 5-2      | 6-1      |        |        |            |                |
| Angola         | 2-0   | 2-3       | 2-8     | 1-6      | 3-3      | 2-4    |        |            |                |
| Moçambique     | 1-2   | 1-6       | 0-11    | 1-10     | 1-4      | 3-9    | 2-4    |            |                |
| Estados Unidos | 3-4   | 1-11      | 3-10    | 3-5      | 3-2      | 3-7    | 2-2    | 6-2        |                |

## Classificação final
| Lugar | Seleção        |
| ----- | -------------- |
|       | Argentina      |
|       | Novara         |
|       | Portugal       |
| 4     | Espanha        |
| 5     | Angola         |
| 6     | Montreux HC    |
| 7     | Estados Unidos |
| 8     | Alemanha       |
| 9     | Moçambique     |

| Torneio Montreux 1989 |
| --------------------- |
| Argentina             |
| ARGENTINA 1.º         |